# Леннарт Гельсінг
Пол Ле́ннарт Ге́льсінг  (5 червня 1919, Вестанфорс, Швеція — 25 листопада 2015, Стокгольм, Швеція) — шведський дитячий письменник, перекладач, літературознавець, професором Стокгольмського університету.

## Біографія
Леннарт Гельсінг народився в 1919 році в центральній Швеції, у Вестманланді у родині купця Пауля Геллсіна (1886—1962) і Сігрід Ролофф. Його батьки розлучилися, коли він був дитиною. З п'яти років він ріс та виховувався бабусею і дідусем, режисером Карлом-Отто Ролоффом і Едіт Луїзою. Прабабуся автора по материнській лінії була рабинею, яка працювала на цукрових плантаціях Гвіани. Її взяв у дружини молодий шотландець Олександр Макларен, якого суворий батько відправив в далеку країну на перевиховання. Через деякий час споважнілий Макларен розбагатів і повернувся до Шотландії з дружиною і дітьми.
Леннарт Гельсінг навчався на інженера в Стокгольмському королівському технологічному університеті, працював на заводі, потім зайнявся журналістикою, став літературним критиком в ранковій газеті «Stockholms-Tidningen» і вечірній «Aftonbladet», писати ж він почав ще в ранньому дитинстві. Тоді це були п'єси для домашнього лялькового театру. Його книжковий дебют відбувся в 1945 з виходом збірки віршів «Акваріум» і дитячої книжки «Кошеня дує в срібний ріг»
Творчість Гельсінга спочатку була зустрінута з настороженістю. У сорокових роках дитяча література Швеції перебувала в застиглому стані. Ставлення до неї було таким же, як на початку століття: була поширена думка, що дітей слід оберігати від дійсності та тримати в невіданні про дорослий світ. Дитячі книги писали практично тільки жінки, оскільки вважалося, що така література — прерогатива жінок. За словами Гельсінга, в той час для дітей писали «досить солоденькі казочки, зі всякими квіточками й витребеньками». А на шкільних уроках співу діти повинні були сидіти за партою нерухомо, з прямою спиною, дивитися на вчителя і — співати. «Мені ж завжди здавалося, що дітям набагато веселіше рухатися під музику, носитися по колу, стрибати та наспівувати при цьому. Коли за музикою, за ритмом слід все тіло».

Леннарт Гельсінг у молодості

Авторство Гельсінга було схарактеризовано з самого початку лінгвістичними експериментами, у яких він грав зі словами й по різному використовував мову. Хорошим прикладом є Sjörövarbok (1965), Гельсінг використовує практично всі дієслова руху, що знаходяться у шведській мові. У останній книзі Skor (2014), у центрі уваги — прикметники. Він розширив кордони дитячої літератури, несучи до неї нові теми, нові ритми, нових героїв. Його веселі бешкетні вірші, побудовані на «словесній акробатиці» і повні бурлеску і нонсенсу.
Він також сприяв створенню в 1965 році Шведського інституту дитячої книги.
25 листопада 2015 Леннарт Гельсінг помер від пневмонії у віці 96 років.

## Родина
Гельсінг був двічі одружений. З 1947 по 1952 його дружиною була Маар Ейра, фінська оперна співачка і кіноактриса. У 1953 письменник одружився з Івонне Ломбард, з якою прожив все життя. У щасливому шлюбі народилися три дівчинки й два хлопчики.
Серед яких письменниця Сюзанна Геллсінг, художник Петтер Геллсінг і письменник Йонс Геллсінг.
Леннарт Гельсінг написав понад 50 книг і переклав безліч віршів і лічилок. Ілюстрації до більшості його книг створені чудовими художниками, такими як Стіг Ліндберг, Поль Стрьоер, Томмі Естмар, Фіббі Хальден і Ульріка Хюдман-Валле.

## Бібліографія

Малюнок Пола Строєра для оформлення дитячої книги Леннарта Гельсінга

## Нагороди
Творчість Леннарта Гельсінга відзначено такими нагородами, як приз «Нільс Хольгерссона» (1951) Шведської бібліотечної асоціації, премія Астрід Ліндгрен (1970), премія «Гулівер» шведського відділення Міжнародної ради з дитячої та юнацької літератури (1971), гран-прі «Samfundet De Nio» в 1987 (нагорода шведського літературного товариства, яка розглядається як альтернатива Нобелівської премії з літератури), премія Світ Астрід Ліндгрен (1998), королівська медаль за заслуги в області літератури й мистецтва (1999), приз Альберта Енгстрьома (2010). У 2009 Шведський інститут дитячої книги заснував приз Леннарта Гельсінга з написом: «Тому, хто знає, що без поезії — мова без життя, і життя без квітів».

### Доросла лірика і проза
- 1945 — Akvarium
- 1946 — Kalejdoskop
- 1949 — Absaloms död (Ілюстратор Knut V Pettersson)
- 1949 — Vykort från verkligheten
- 1952 — På avvägar (Ілюстратор Gunnar Brusewitz)
- 1953 — Fatimas hand (Ілюстратор Ulv Kylberg)
- 1957 — Sandstoder (Ілюстратор Börje Sandelin)
- 1964 — Strandbok (Ілюстратор Fritz Sjöström) Ny utgåva 2006.
- 1998 — Vinter-Haga (Ілюстратор Fibben Hald) Med Peter Dahl.
- 1999 — Verserade tankar (Ілюстратор Fibben Hald) Dagsverser.
- 2001 — Den Lyckliga Osten (Ілюстратор Riber Hansson)
- 2003 — Pendlarens väg (Ілюстратор Riber Hansson)
- 2014 — Skor

### Ілюстровані книги
- 1945 — Katten blåser i silverhorn (Ілюстратор Bo Notini)
- 1947 — Ole dole doff Tillsammans med Jens Sigsgaard. (Ілюстратор Arne Ungerman)
- 1947 — Nyfiken i en strut (Ілюстратор Stig Lindberg) Ny upplaga 1949.
- 1948 — Musikbussen (Ілюстратор Stig Lindberg) Ny upplaga 1990.
- 1950 — Summa summarum (Ілюстратор Poul Ströyer) Nya upplagor 1956, 1966, 1977 och 2009.
- 1951 — Två glada prickar (Ілюстратор Thoki Yennpseudonym för Thorkild Söndergaard-Jensen)
- 1952 — Krakel Spektakel och Kusin Vitamin
- 1953 — Den krångliga kråkan (Ілюстратор Poul Ströyer) Nya upplagor 1966, 1977 och 2008.
- 1954 — Den flygande trumman (Ілюстратор Poul Ströyer) Ny upplaga 1992.
- 1955 — Krakel Spektakel blir upptäcktsresande (Ілюстратор Stig Lindberg) Ursprungligen ett sagohäfte som medföljde en barnservis från Gustavsberg. Häftet trycktes om 1958 och 1961, för att först 2008 blir tillgängligt i bokform.
- 1956 — Kanaljen i seraljen (Ілюстратор Olle Eksell, Sven Erixson, Uno Vallman m.fl.) Ny utgåva 1989.
- 1956 — Krakel Spektakel köper en klubba (Ілюстратор Stig Lindberg) Senaste utgåvan 1984.
- 1958 — Sju fikon eller Sand i sandalerna (Ілюстратор Björn Hinders)
- 1959 — Det är så roligt i Kråkelund (Ілюстратор Edward Lindahl) Ny upplaga 1965.
- 1960 — Krakel Spektakel gör det själv (Ілюстратор Poul Ströyer) Häfte utgivet till Barnens dag. Ny utgåva 2007.
- 1961 — ABC (Ілюстратор Poul Ströyer) Ett flertal senare upplagor.
- 1965 — Sjörövarbok (Ілюстратор Poul Ströyer)
- 1966 — Boken om bagar Bengtsson (Ілюстратор Poul Ströyer)
- 1967 — Drömbok (Ілюстратор Kerstin Hedeby)
- 1971 — Boken om Kasper (Ілюстратор Poul Ströyer)
- 1974 — Gamla mor Lundgren och hennes hund (Ілюстратор Ib Spang Olsen)
- 1975 — Bananbok (Ілюстратор Tommy Östmar)
- 1975 — Den underbara pumpan (Ілюстратор Svend Otto S)
- 1978 — Ägget (Ілюстратор Fibben Hald)
- 1979 — Fem prinsar (Ілюстратор Ib Spang Olsen) Ny utgåva 1980 med smärre justeringar.
- 1981 — Gås med krås (Ілюстратор Poul Ströyer)
- 1984 — Lille Olles resa (Ілюстратор Gösta Adrian-Nilsson)
- 1984 — Vitt (Ілюстратор Fibben Hald)
- 1986 — Kung Kul (Ілюстратор Frantisek Sima)
- 1986 — Bokbok eller En boktoks tokbok (Ілюстратор Marianne Enquist)
- 1987 — Äppelgumma (Ілюстратор Marika Delin) Ur samlingen Gåsmor.
- 1988 — Tom tom trumpetarson (Ілюстратор Fibben Hald)
- 1988 — Oberons gästabud (Ілюстратор Tommy Östmar)
- 1989 — Djurbok (Ілюстратор Fibben Hald)
- 1989 — Tuppen på toppen (Ілюстратор Tord Nygren)
- 1990 — Hickori Dickori Docka (Ілюстратор Charlotte Ramel)
- 1991 — Jöns Långnos (Ілюстратор Stasys Eidrigevicius)
- 1991 — Att handla är nödvändigt (Ілюстратор Fibben Hald)
- 1993 — Kattbok. (Ілюстратор Ulrica Hydman-Vallien)
- 1993 — De tre krukorna. (Ілюстратор Peter Johnson)
- 1994 — Spöket i köket. (Ілюстратор Gunna Grähs)
- 1995 — Sand i sandalerna (Ілюстратор Tord Nygren) Nyillustrerad utgåva, med vissa förändringar i urvalet.
- 1998 — Matbok (Ілюстратор Andrzej Ploski)
- 2001 — Den lyckliga osten (Ілюстратор Riber Hansson)
- 2002 — Tre droppar regn (Ілюстратор Charlotte Ramel) Berättelsen hämtar ur Krakel Spektakel.
- 2002 — Trollringen (Ілюстратор Tord Nygren)
- 2002 — Hur människan är (Ілюстратор André Prah)
- 2003 — Nu är det djur igen (Ілюстратор Fibben Hald)
- 2006 — Krakel Spektakels julafton (Ілюстратор Poul Ströyer)
- 2006 — Baltsars byxor (Ілюстратор Fibben Hald)
- 2006 — DEN eller dinosaurierna lever (Ілюстратор Gunna Grähs)
- 2008 — Welams vädermödor (Ілюстратор Lars Munck)
- 2009 — Lillebror och natten (Ілюстратор Ane Gustavsson)
- 2014 — Annabell Olsson
- 2014 — Ticke tack!

### Серії
- 1961 — Det glada varuhuset (Ілюстратор Olle Eksell) Bygger på sagan «Själv är bästa dräng» ur Krakel Spektakel.
- 1961 — Glassmånen (Ілюстратор Olle Eksell) Bygger på berättelsen «Krakel spektakel på Glassmånen».

### Маленькі книги
- 1973 — Ro ro till fiskeskär (Ілюстратор Крістіна Рінґсберг)
- 1973 — Tummetott, slickepott (Ілюстратор Анна-Маделіне Ґелотта)
- 1973 — Pojken som inte ville gå i skolan (Ілюстратор Петер Чігас)
- 1973 — Gubben Gran for till stan (Ілюстратор Fibben Hald)
- 1973 — Ett, två, tre, fyra (Ілюстратор Fibben Hald)
- 1973 — Bonden och kråkan (Ілюстратор Peter Csihas)
- 1976 — Bro, bro, breja (Ілюстратор Керстін Ст'єрнгольм Редер)
- 1976 — Majastina-Britta (Ілюстратор Петер Чіхас)
- 1976 — Sju hekto skinka (Ілюстратор Фібед Хальд)
- 1976 — Spinn, spinn, dotter min (Ілюстратор Кай Бекман)
- 1976 — Vart ska du gå lilla fänta (Ілюстратор Кай Бекман)

### Вибрані переклади
- Inger Hagerup: Så underligt: barnvers (illustrerad av Paul René Gauguin) (Norstedts, 1952)
- Phil Ressner: Alfred Peterson (Dudley Pippin) (Carlsen/If, 1965)
- Frank R. Stockton: Draken och prästen (The griffin and the minor canon) (Carlsen/If, 1969)
- Miriam Schlein: Den stora osten (The big cheese) (Illustrationsförl./Carlsen, 1969)
- Anthony Paul: När tigern tappade ränderna (The tiger who lost his stripes) (Rabén & Sjögren, 1980)
- H. C. Andersen: Kvinnan med äggen (Konen med æggene) (Barnboksförlaget, 1984)
- Wilhelm Busch: Max och Moritz: en historia i sju pojkstreck (Max und Moritz) (Rabén & Sjögren, 1988)
- Kes Gray: Kluck-eli-klock (Cluck o'clock) (Sjöstrand, 2004)
- Gåsmors verser och sagor (Ілюстратор Xel Scheffler) (även översättningar av Lotta Olsson) (Rabén & Sjögren, 2006)
- Kitty Crowther: Den lille mannen och Gud (Le petit homme et Dieu) (Rabén & Sjögren, 2011)
- Karina Wolf: Familjen Sömnlösing (The Insomniacs) (Bonnier Carlsen, 2013)

### Для школи
- 1951 — Sagoboken som är en teater (Ілюстратор Erik Persson) Aktivitetsbok med pjäser och tablåteater.
- 1953 — Våra visor 1 (Ілюстратор Åke Lewerth) Visbok för första årskursen tillsammans med Knut Brodin och Yngve Härén.
- 1958 — Våra visor 2 (Ілюстратор Åke Lewerth) Visbok för andra årskursen tillsammans med Knut Brodin och Yngve Härén.
- 1959 — Multi (Ілюстратор Gerd Rissler) Matematikbok om multiplikationstabellen.
- 1960 — Våra visor 3 (Ілюстратор Åke Lewerth) Visbok för tredje årskursen tillsammans med Knut Brodin och Yngve Härén.
- 1974 — Numusik 1M. Skolsångbok skriven tillsammans med Yngve Härén och Thord Gummesson.
- 1977 — Numusik 2M. Skolsångbok skriven tillsammans med Yngve Härén och Thord Gummesson.
- 1977 — Numusik 3M. Skolsångbok skriven tillsammans med Yngve Härén och Thord Gummesson.
- 1985 — Krakel Spektakel, Kusin Vitamin (Ілюстратор Ann Granhammer) Teatermanus för förskola.
- 1986 — Amiralen Ankarlund (Ілюстратор Tor Morisse) Utgavs tillsammans med en ljudkassett där dikterna tonsatts av Göran Swedrup.
- 2005 — Skolbok (Ілюстратор Jesper Waldersten). Bredvidläsning för skolans sista stadier.

Антології
- 1944 — Ny lyrik. Antologi med åtta diktare. Hellsing bidrog med nio dikter.
- 1957 — De bästa barnvisorna (Ілюстратор Staffan Brodin) Vissamling med 100 av Knut Brodins visor, varav 45 har text av Lennart Hellsing.
- 1960 — I barnviseland (Ілюстратор Staffan Brodin) Vissamling med ytterligare 100 av Knut Brodins visor, varav15 har text av Lennart Hellsing.
- 1982 — Jag lär mig läsa. En serie läseböcker med titlarna Första läseboken etc. Bidrag även av Astrid Lindgren, Barbro Lindgren, Gunnel Linde, Hans Peterson och Rose Lagercrantz.

### Музичні записи та фільми
- 1955 — Krakel Spektakel Skivan (CD)
- 1983 — Ända in i Hellsing-land: Lennart Hellsings bästa barnvisor
- 1992 — Äppelkväll (CD)
- 1995 — Sjörövarfilmen & Musikbussen (фільм)
- 1996 — Bästa Hellsingar (CD)
- 1998 — Krakel Spektakel (CD)
- 2003 — Trollringen (CD)

## Переклади українською
- 2018 — «Трелі та вушка дракона». Переклад Наталі Іваничук (видавництво «Чорні вівці»[12])